# Леслі Ґрейф
Леслі Ґрейф (англ. Leslie Greif; нар. 30 липня 1954, Лос-Анджелес, Каліфорнія, США) — американський режисер, сценарист та продюсер.

## Життєпис
У 1986 році почав працювати на телебаченні, був продюсером телесеріалу «Гріхи». 
Режисерський дебют відбувся у 1997 році зі стрічкою «Ключі від Талси».

## Вибрана фільмографія
- 2021 — Вокер / Walker — сценарист
- 2017 — Сан-Рекордс[en] / Sun Records — сценарист, продюсер
- 2015 — Голлівудські діви[en] / Hollywood Divas — продюсер
- 2014 — Дочки проповідників[en] / Preachers' Daughters — продюсер
- 2013 — 10 правил для тих, хто спить з ким попало[en] / 10 Rules for Sleeping Around — режисер, сценарист, продюсер
- 2012 — Гетфілди та Маккої[en] / Hatfields & McCoys — продюсер
- 2009-2010 — Король клубів[en] / King of Clubs — продюсер
- 2006 — Шалені гроші / Funny Money — режисер, сценарист, продюсер
- 2006 — Укуси кохання[en] / Love Bites — продюсер
- 2002 — Табу[en] / Taboo — продюсер
- 2001 — Успіх / Smash — режисер, продюсер
- 1997 — Ключі від Талси[en] / Keys to Tulsa — режисер, продюсер
- 1996 — Бранці небес / Heaven's Prisoners — сценарист, продюсер
- 1996 — Вокер, техаський рейнджер / Walker, Texas Ranger — сценарист, продюсер
- 1988 — Перші враження[en] / First Impressions — продюсер
- 1986 — Гріхи[en] / Sins — продюсер